# Conor O'Brien
Conor Stephen O'Brien (Mount Sinai, Nueva York, Estados Unidos, 20 de octubre de 1988) es un futbolista estadounidense. Juega de mediocampista y su equipo actual es el AC Horsens de la Superliga de Dinamarca.

## Trayectoria

### Inicios
O'Brien comenzó jugando fútbol juvenil cuando era un adolescente para los Long Island Rough Riders de South Huntington, Nueva York. En 2006 ingresó a la Universidad de Bucknell y comenzó a jugar para el equipo de fútbol de allí, Bucknell Bison. Con Bucknell, O'Brien jugó las cuatro temporadas en las que estuvo en la universidad, anotando 26 goles y 25 asistencias en 84 partidos, convirtiéndose así en el máximo anotador de la universidad en los últimos 20 años. Al graduarse de la universidad, O'Brien decidió viajar a Europa para convertirse en profesional y llegó a Dinamarca a mediados de 2010.

### Blokhus FC
Luego de pasar un periodo de prueba con el Blokhus FC de la segunda división, O'Brien se unió al equipo por el resto del año en agosto de 2010. O'Brien hizo su debut con el club el 10 de agosto en un partido de la Copa Danesa contra el Annual FC. Su contrato fue extendido hasta junio de 2011 a principios de ese año.

### SønderjyskE
O'Brien firmó con el SønderjyskE de la primera división danesa el 3 de julio de 2011 luego de un corto periodo de prueba con el club. Hizo su debut el 6 de agosto de 2011 en la victoria 3-1 sobre el Aarhus GF.
Empezó la temporada 2012-13 como titular, y anotó su primer gol con el club el 14 de julio de 2012 en la victoria 6-1 sobre el recientemente ascendido Randers FC.
Una vez expirado su contrato en diciembre de 2012, en el descanso invernal de la Superliga danesa, O'Brien optó por no extender su estadía con el SønderjyskE.

### FC Nordsjælland
El 29 de enero de 2013 se anunció que O'Brien se uniría al campeón defensor de Dinamarca, el FC Nordsjælland.

### Odense BK
Tan solo seis meses después de unirse al Nordsjælland, O'Brien dejó el club y fichó con el Odense BK el 2 de septiembre de 2013.

### SC Wiener Neustadt
O'Brien fichó para el SC Wiener Neustadt de la Bundesliga austriaca por un año durante la temporada de traspasos de verano de la temporada 2014-15. Hizo su debut anotando un gol en la victoria 5-4 sobre el Admira Wacker el 23 de agosto de 2014.

## Clubes
| Club            | País      | Año         |
| --------------- | --------- | ----------- |
| Blokhus FC      | Dinamarca | 2010 - 2011 |
| SønderjyskE     | Dinamarca | 2011 - 2013 |
| SønderjyskE     | Dinamarca | 2011 - 2013 |
| FC Nordsjælland | Dinamarca | 2013        |
| Odense BK       | Dinamarca | 2013 - 2014 |
| Wiener Neustadt | Austria   | 2014 - 2015 |
| AC Horsens      | Dinamarca | 2015 -      |